# Aphrodisiac
《Aphrodisiac》은 키프로스, 그리스의 가수 엘레프테리아 엘레프테리우의 노래로, 유로비전 송 콘테스트 2012의 참가곡이다.